# Base Científica Antártica Artigas
Koordinaten: 62° 11′ 4″ S, 58° 51′ 7″ W

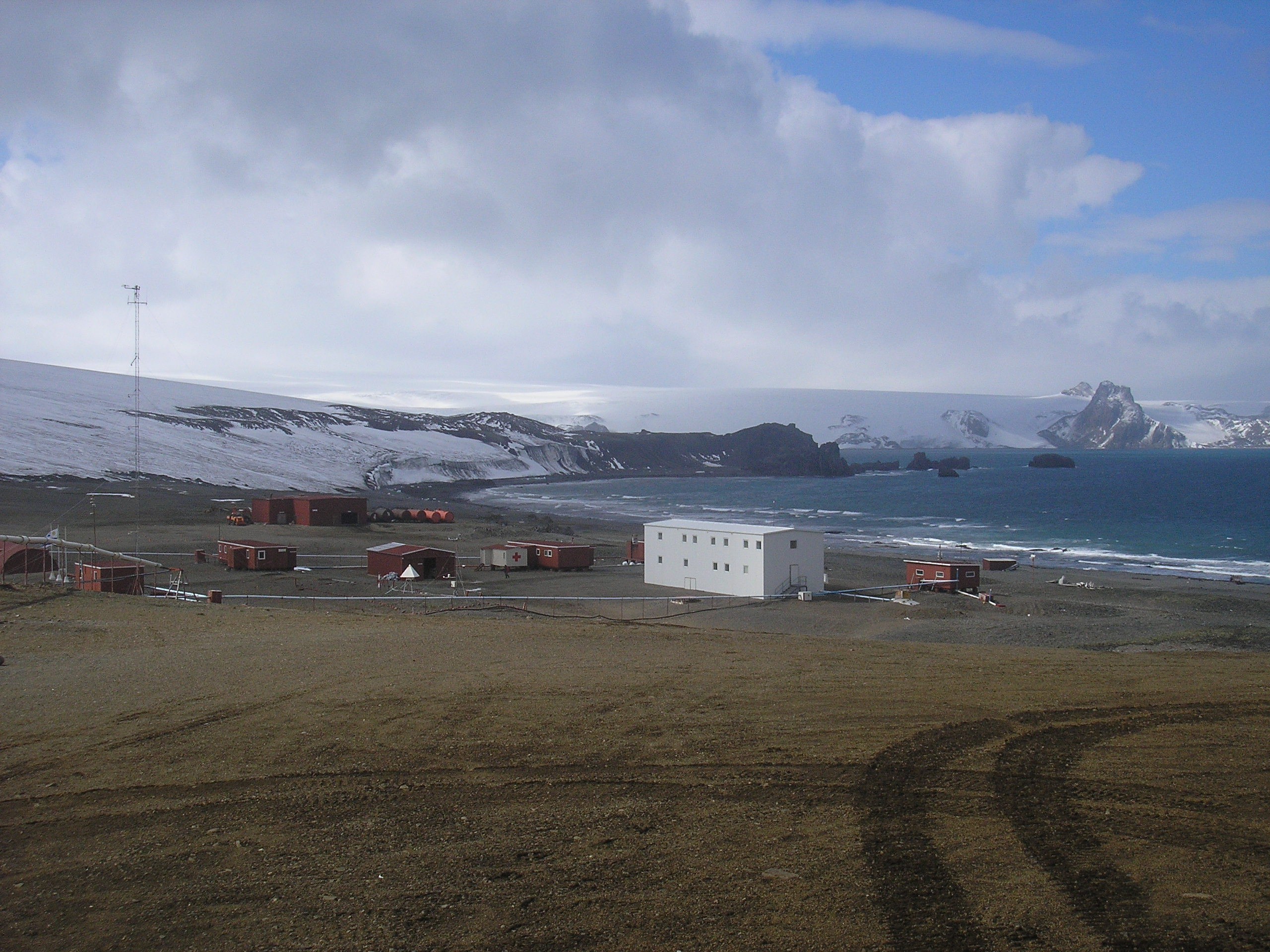
Base Artigas

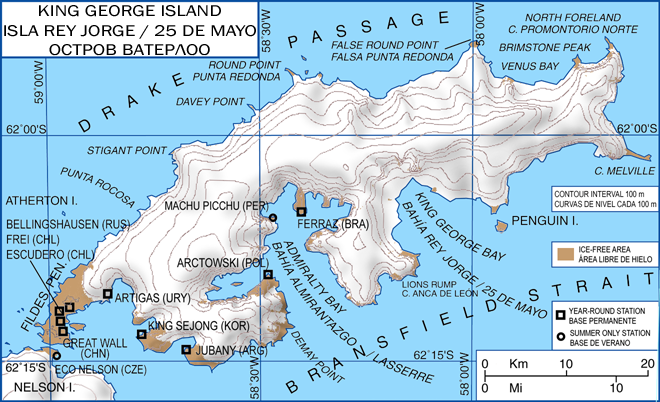
Lage der Base Artigas im Südwesten der König Georg-Insel

Base Científica Antártica Artigas (BCAA) ist die offizielle Bezeichnung der einzigen antarktischen Ganzjahresbasis Uruguays.
Diese am 22. Dezember 1984 gegründete Antarktis-Forschungsstation befindet sich an der Collinsbucht im Südwesten der zu den Südlichen Shetlandinseln gehörenden König Georg-Insel. Damit beträgt die Entfernung der Station zum Südpol 3104 km, bis zur uruguayischen Hauptstadt Montevideo sind es 3012 km.
Die gemeinhin als Base Artigas bezeichnete Station wird vom Instituto Antártico Uruguayo betrieben und arbeitet ganzjährig. Im Winter ist sie mit 8 Personen besetzt. Während des Sommers bietet sie Platz für bis zu 60 Personen. Der erste Leiter der Basis war Omar Porciúncula.